# Bahnstrecke Weesen–Linthal
| Glarner Sprinter im Jahr 2009 zwischen Linthal Braunwaldbahn und Rüti GL |                      |                                |                                |
| Die Verbindung von Ziegelbrücke nach Näfels-Mollis der VSB führte über Weesen, die der NOB erfolgt direkt. |                      |                                |                                |
| Streckennummer (BAV): | 736                  |                                |                                |
| Fahrplanfeld: | 736                  |                                |                                |
| Streckenlänge: | 27,3 km              |                                |                                |
| Spurweite: | 1435 mm (Normalspur) |                                |                                |
| Stromsystem: | 15 kV, 16,7 Hz ~     |                                |                                |
| Streckengeschwindigkeit: | 110 km/h             |                                |                                |
| |                      |                                |                                |
| \| \| \| von Rapperswil S 6 \| \| \| \| \| Linksufrige Zürichseebahn S 25 \| \| \| \| 57.15 \| Ziegelbrücke \| 425 m ü. M. \| \| \| \| nach Sargans \| \| \| \| \| alte Trasse bis 1931 \| \| \| \| \| Obere Linthkanalbrücke (56 m) \| \| \| \| 58.91 \| Nieder- und Oberurnen \| 428 m ü. M. \| \| \| \| Weesen \| 428 m ü. M. \| \| \| \| Linthkanal \| \| \| \| \| nach Sargans \| \| \| \| \| \| \| \| \| 61.65 \| Näfels-Mollis \| 438 m ü. M. \| \| \| 65.63 \| Netstal \| 458 m ü. M. \| \| \| 68.60 \| Glarus \| 472 m ü. M. \| \| \| \| Linthbrücke Ennenda (54 m) \| \| \| \| 69.49 \| Ennenda \| 478 m ü. M. \| \| \| \| Linthbrücke Mühlefuhr (48 m) \| \| \| \| 72.27 \| Mitlödi \| 503 m ü. M. \| \| \| \| Linthbrücke Däniberg (48 m) \| \| \| \| 73.82 \| Schwanden Endpunkt S 6 \| 521 m ü. M.. \| \| \| \| ehem. Sernftalbahn nach Elm \| \| \| \| \| Linthbrücke Schwanden (93 m) \| \| \| \| 75.78 \| Nidfurn-Haslen \| 540 m ü. M. \| \| \| 77.38 \| Leuggelbach \| 554 m ü. M. \| \| \| 78.69 \| Luchsingen-Hätzingen \| 568 m ü. M. \| \| \| \| Linthbrücke Diesbach (36 m) \| \| \| \| 81.25 \| Diesbach-Betschwanden \| 597 m ü. M. \| \| \| \| Erlenruns-Tunnel (45 m) \| \| \| \| 82.89 \| Rüti GL \| 625 m ü. M. \| \| \| \| Linthbrücke Rüti (40 m) \| \| \| \| \| Linthal Braunwaldbahn \| 644 m ü. M. \| \| \| \| Anschluss Braunwaldbahn \| \| \| \| 84.45 \| Linthal Endpunkt S 25 \| 648 m ü. M. \| |                      |                                |                                |
| Strecke |                      | von Rapperswil S 6             | von Rapperswil S 6             |
| Abzweig geradeaus und von rechts |                      | Linksufrige Zürichseebahn S 25 | Linksufrige Zürichseebahn S 25 |
| Bahnhof | 57.15                | Ziegelbrücke                   | 425 m ü. M.                    |
| Abzweig geradeaus und nach links · Abzweig quer und ehemals von rechts |                      | nach Sargans                   | nach Sargans                   |
| Strecke · Strecke (außer Betrieb) |                      | alte Trasse bis 1931           | alte Trasse bis 1931           |
| Brücke über Wasserlauf · Strecke (außer Betrieb) |                      | Obere Linthkanalbrücke (56 m)  | Obere Linthkanalbrücke (56 m)  |
| Bahnhof · Strecke (außer Betrieb) | 58.91                | Nieder- und Oberurnen          | 428 m ü. M.                    |
| Strecke · Bahnhof (Strecke außer Betrieb) |                      | Weesen                         | 428 m ü. M.                    |
| Strecke · Brücke über Wasserlauf (Strecke außer Betrieb) |                      | Linthkanal                     | Linthkanal                     |
| Strecke · Kreuzung (Strecke geradeaus außer Betrieb) |                      | nach Sargans                   | nach Sargans                   |
| Abzweig geradeaus und ehemals von links · Strecke nach rechts (außer Betrieb) |                      |                                |                                |
| Bahnhof | 61.65                | Näfels-Mollis                  | 438 m ü. M.                    |
| Bahnhof | 65.63                | Netstal                        | 458 m ü. M.                    |
| Bahnhof | 68.60                | Glarus                         | 472 m ü. M.                    |
| Brücke über Wasserlauf |                      | Linthbrücke Ennenda (54 m)     | Linthbrücke Ennenda (54 m)     |
| Haltepunkt / Haltestelle | 69.49                | Ennenda                        | 478 m ü. M.                    |
| Brücke über Wasserlauf |                      | Linthbrücke Mühlefuhr (48 m)   | Linthbrücke Mühlefuhr (48 m)   |
| Bahnhof | 72.27                | Mitlödi                        | 503 m ü. M.                    |
| Brücke über Wasserlauf |                      | Linthbrücke Däniberg (48 m)    | Linthbrücke Däniberg (48 m)    |
| Bahnhof · Kopfbahnhof Streckenanfang (Strecke außer Betrieb) | 73.82                | Schwanden Endpunkt S 6         | 521 m ü. M..                   |
| Strecke · Strecke nach links (außer Betrieb) |                      | ehem. Sernftalbahn nach Elm    | ehem. Sernftalbahn nach Elm    |
| Brücke über Wasserlauf |                      | Linthbrücke Schwanden (93 m)   | Linthbrücke Schwanden (93 m)   |
| Haltepunkt / Haltestelle | 75.78                | Nidfurn-Haslen                 | 540 m ü. M.                    |
| Haltepunkt / Haltestelle | 77.38                | Leuggelbach                    | 554 m ü. M.                    |
| Bahnhof | 78.69                | Luchsingen-Hätzingen           | 568 m ü. M.                    |
| Brücke über Wasserlauf |                      | Linthbrücke Diesbach (36 m)    | Linthbrücke Diesbach (36 m)    |
| Haltepunkt / Haltestelle | 81.25                | Diesbach-Betschwanden          | 597 m ü. M.                    |
| Tunnel |                      | Erlenruns-Tunnel (45 m)        | Erlenruns-Tunnel (45 m)        |
| Haltepunkt / Haltestelle | 82.89                | Rüti GL                        | 625 m ü. M.                    |
| Brücke über Wasserlauf |                      | Linthbrücke Rüti (40 m)        | Linthbrücke Rüti (40 m)        |
| Haltepunkt / Haltestelle |                      | Linthal Braunwaldbahn          | 644 m ü. M.                    |
| Strecke |                      | Anschluss Braunwaldbahn        | Anschluss Braunwaldbahn        |
| Kopfbahnhof Streckenende | 84.45                | Linthal Endpunkt S 25          | 648 m ü. M.                    |

Die Bahnstrecke Ziegelbrücke–Linthal, auch Glarnerlinie genannt, ist eine normalspurige Eisenbahnstrecke, die den Kanton Glarus erschliesst. Sie gehört den Schweizerischen Bundesbahnen (SBB) und führt von Ziegelbrücke über Glarus nach Linthal. Der Abschnitt Ziegelbrücke–Weesen–Näfels-Mollis der ursprünglichen Bahnstrecke Weesen–Linthal wurde 1931 stillgelegt. 

## Geschichte
Die Strecke wurde in zwei Etappen und von zwei verschiedenen Bahngesellschaften gebaut: Der Abschnitt von Weesen über Näfels-Mollis nach Glarus wurde am 15. Februar 1859 von den Vereinigten Schweizerbahnen (VSB) zusammen mit der Strecke Rüti–Rapperswil–Weesen eröffnet, der Abschnitt von Glarus über Schwanden nach Linthal wurde am 1. Juni 1879 von der Schweizerischen Nordostbahn (NOB) eröffnet.
Am 20. September 1875 erreichte die Linksufrige Zürichseebahn von Ziegelbrücke kommend den von der Schweizerischen Nordostbahn erbauten Bahnhof Näfels-Mollis. Diese Linie übernahm einen grossen Teil des Verkehrs zwischen Weesen und Näfels-Mollis, so dass die alte Strecke unrentabel wurde. Sie wurde deshalb am 1. Januar 1931 von der SBB stillgelegt und später abgebaut. Der Bahnhof Weesen wurde anlässlich der Eröffnung der Doppelspurstrecke am 18. Mai 1969 verlegt.
In Schwanden bestand zwischen dem 7. August 1905 und dem 31. Mai 1969 Anschluss an die schmalspurige Sernftalbahn.
Die Strecke wurde am 15. Mai 1933 mit 15 000 kV bei einer Frequenz von 16 2⁄3 Hertz elektrifiziert.

## Bahnhöfe

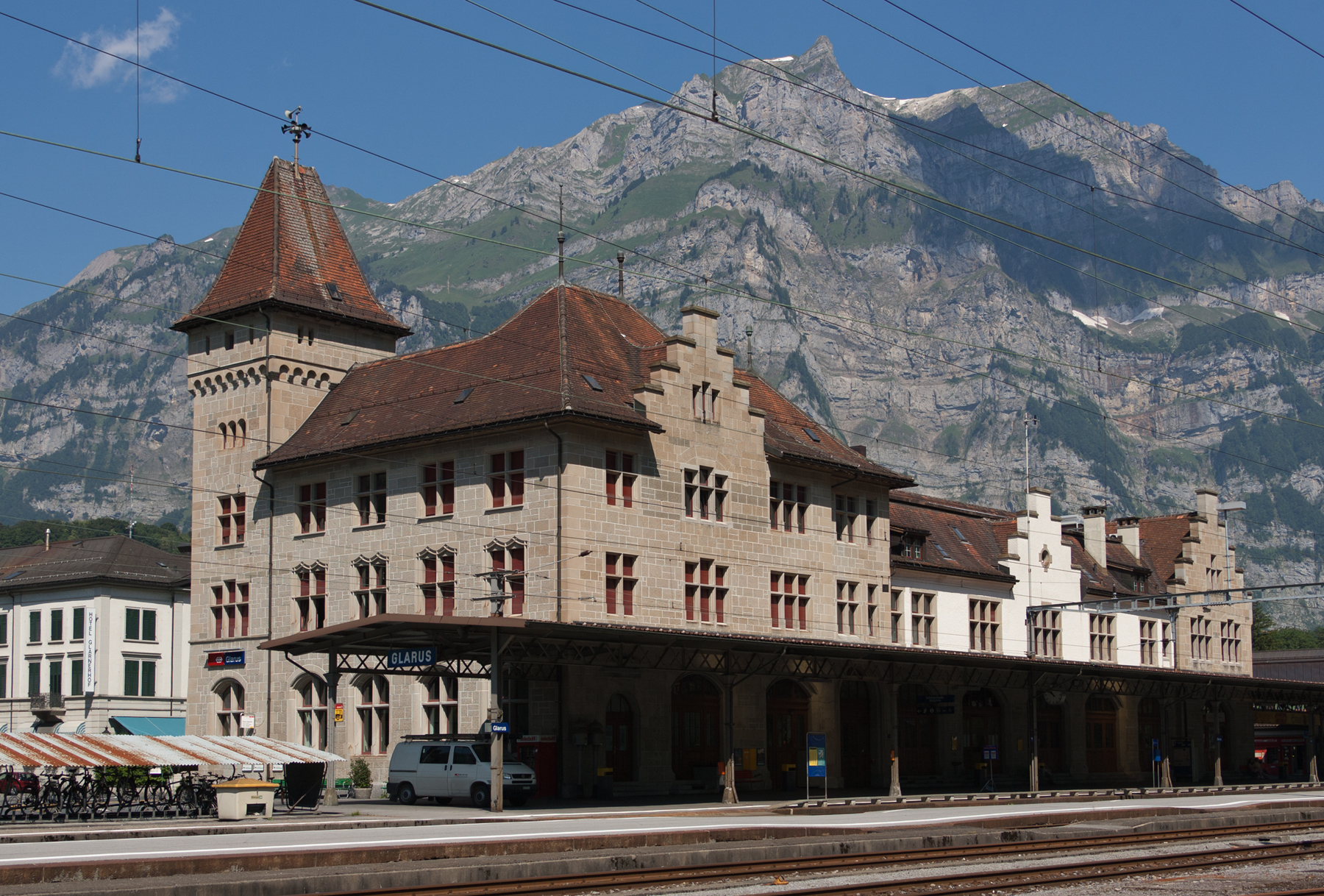
Bahnhof von Glarus, erbaut nach Plänen von Karl August Hiller

Anfänglich besassen alle Stationen neben dem Streckengleis mindestens ein Stumpengleis (nur auf einer Seite eine Weiche). Einzig Leuggelbach war schon immer eine Haltestelle. Ebenfalls als Haltestelle wurde Linthal Braunwaldbahn angelegt. Diese konnte auf den Fahrplanwechsel am 23. Mai 1982, der zugleich die Einführung des Taktfahrplanes war, eröffnet werden. Diese neue Haltestelle befindet sich unmittelbar neben der Talstation der Braunwaldbahn, was das Umsteigen von der Bahn auf die Standseilbahn nach Braunwald vereinfacht.

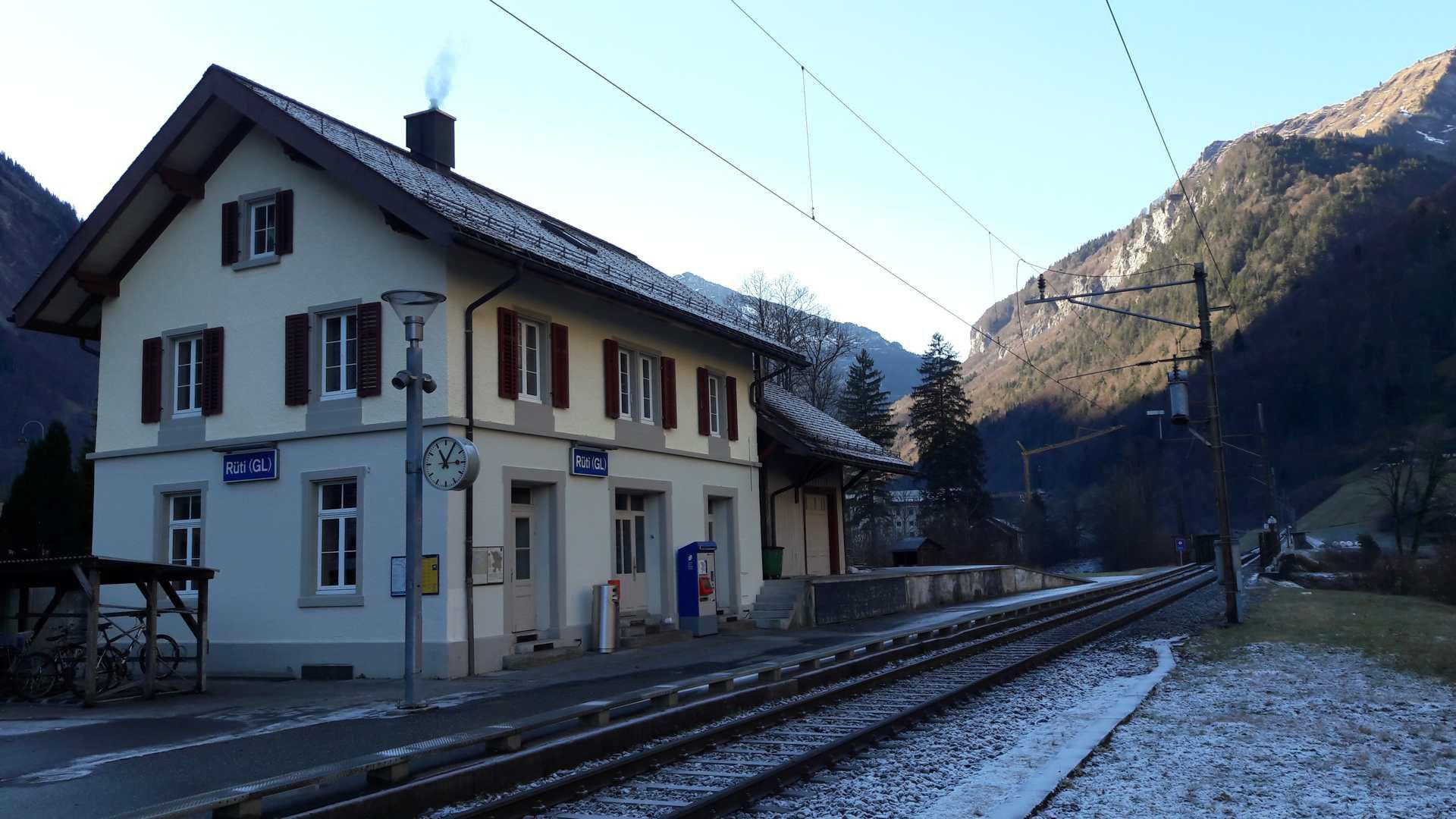
Station Rüti GL

In Ennenda, Mitlödi und Rüti wurden keine Kreuzungen geplant, da diese wegen der Stumpengleise nur mit grossem Aufwand möglich gewesen wären.

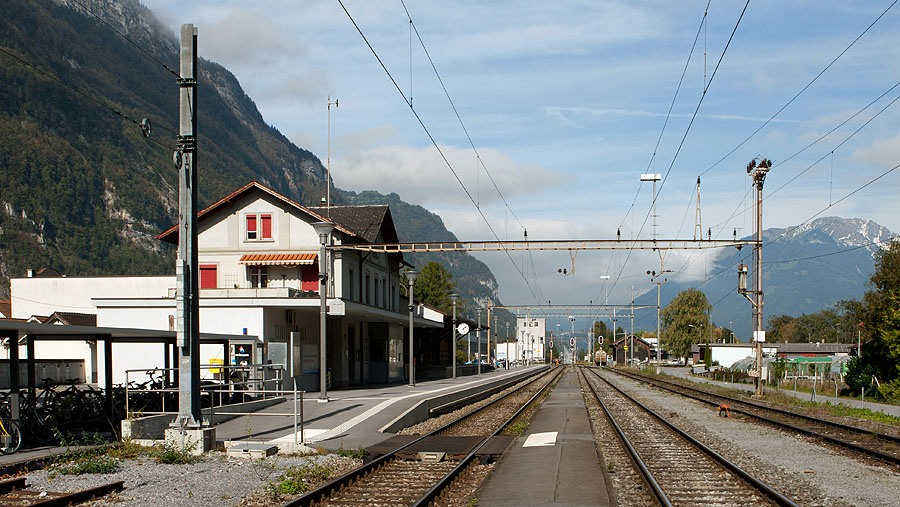
Bahnhof Netstal mit nur einem 55 cm hohen Perron

In Glarus wurde ein Depot eingerichtet, mit zwei Lokomotivschuppen und Drehscheibe. Der Bahnhof Glarus wurde in den Jahren 2016 und 2017 umfassend saniert, neu ist das Gleis 2 über eine Unterführung erreichbar und die Lokschuppen wurden renoviert. Sie können jedoch nicht mehr zur Abstellung von Zügen genutzt werden, da die Gleise entfernt wurden. Das ehemalige Depot Glarus wurde durch das Depot Ziegelbrücke ersetzt.
Die bedienten Stationen Nidfurn-Haslen und Rüti wurden per 2. Juni 1984 in unbesetzte Haltestellen umgewandelt. Die Station Mitlödi folgte per Fahrplanwechsel 1985.
Bis auf die Gleisanlagen in Schwanden wurden Ende der 1990er und Anfang der 2000er alle Weichen und zusätzlichen Gleisanlagen zwischen Glarus und Linthal ausgebaut. Zwischen Glarus und Linthal besteht heute nur noch ein Streckengleis. Die letzten verbliebenen Bahnhöfe mit Kreuzungsmöglichkeit sind Nieder- und Oberurnen, Glarus, Schwanden oder Linthal. Eine Zugkreuzung in Näfels-Mollis oder Netstal ist möglich und wird im Störungsfall auch genutzt, beide Bahnhöfe verfügen jedoch nur über jeweils einen regulären 55 cm hohen Perron, das Ein- und Aussteigenlassen von Fahrgästen wäre somit nur bei einem der kreuzenden Züge möglich. Aktuell (Stand April 2018) verfügt der Bahnhof Netstal über ein altes, nicht den Normen entsprechendes Perron am Gleis 2, die Nutzung dieses Perrons im Störungsfall wäre nicht ausgeschlossen, jedoch an besondere Bestimmungen geknüpft.

## Betrieb
Die Strecke wird stündlich von der Linie S25 der S-Bahn Zürich bedient. Sie löste im Juni 2014 den Glarner Sprinter ab und bedient alle Stationen auf dieser Strecke sowie Siebnen-Wangen, Lachen, Pfäffikon SZ, Wädenswil und Zürich HB. Damit besteht erstmals ein Stundentakt nach Zürich.
Daneben bedient die Linie S6 der S-Bahn St. Gallen die Strecke Ziegelbrücke – Schwanden ebenfalls stündlich, woraus sich ein Halbstundentakt ergibt.

## Pläne zur Verlängerung
Eine Verlängerung der Strecke nach Süden bis Biasca im Kanton Tessin mit Anschluss an die Gotthardbahn in Richtung Chiasso wurde bereits um 1900 angedacht. 1963 gab das Schweizerische Aktionskomitee pro Tödi-Greina-Bahn, dem Vertreter mehrerer Kantonsregierungen angehörten, ein Gutachten in Auftrag, um die mögliche Wirtschaftlichkeit einer Tödi-Greina-Bahn zu prüfen. Die Planungen wurden dann aber nicht weiterverfolgt.